# Dialer

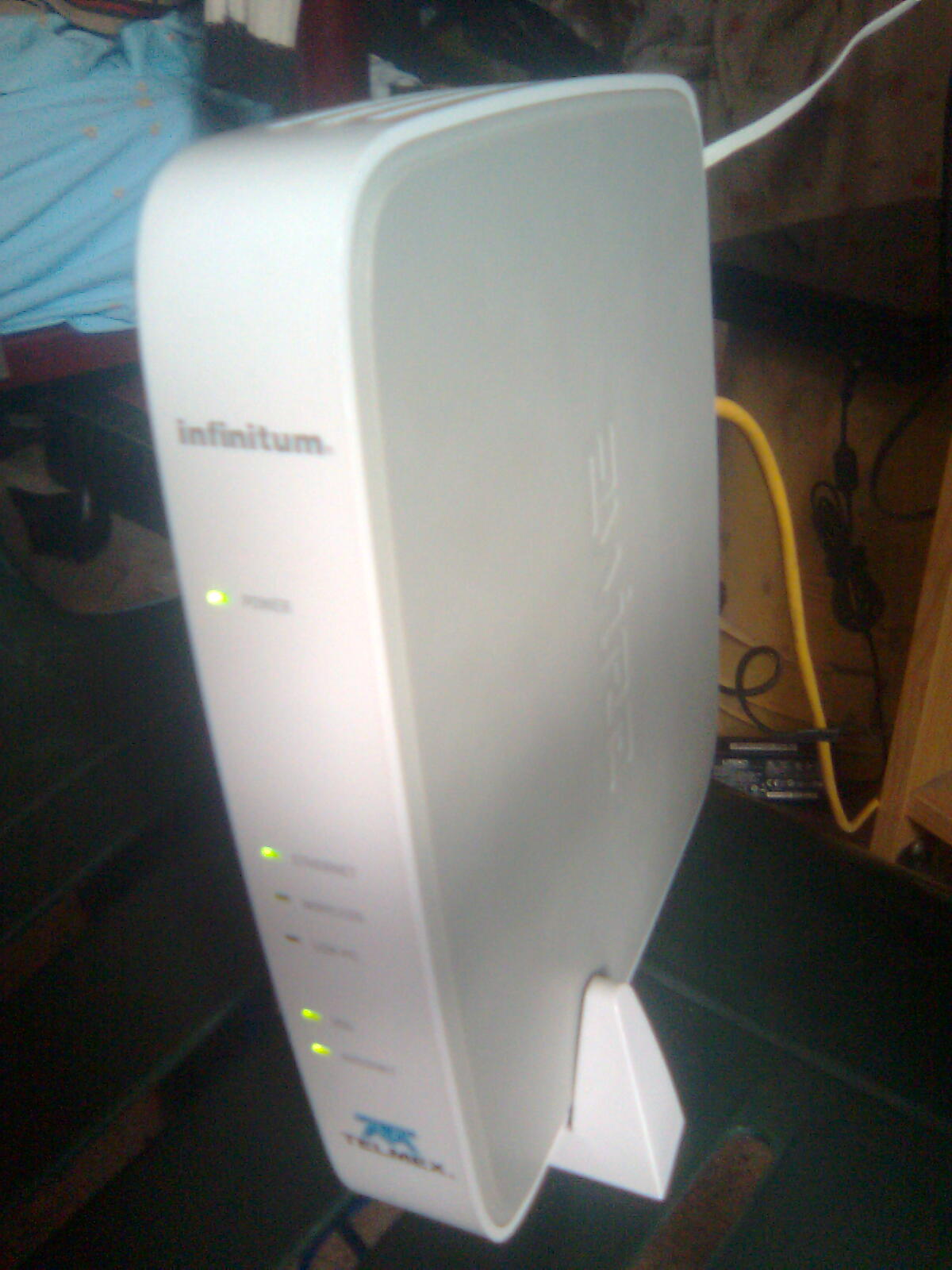
Módem telefónico 2WIRE Con servicio provisto por Telmex.

Un dialer es un programa que marca un número de teléfono de tarificación especial usando el módem, estos NTA son números cuyo coste es superior al de una llamada nacional.
Estos marcadores se suelen descargar tanto con autorización del usuario (utilizando pop-ups poco claros) como automáticamente. Además pueden ser programas ejecutables o ActiveX.
En principio sus efectos sólo se muestran en usuarios con acceso a la Red Telefónica Básica (RTB) o Red Digital de Servicios Integrados (RDSI) puesto que se establece la comunicación de manera transparente para el usuario con el consiguiente daño económico para el mismo. Aunque la tarificación no funcione con los usuarios de PLC, Cablemódem, etc. afecta al comportamiento del ordenador ya que requiere un uso de recursos que se agudiza cuando se está infectado por más de un dialer.
Los marcadores telefónicos son legítimos siempre y cuando no incurran en las malas artes que los han definido como Malware que son los siguientes trucos:
1. No se avisa de su instalación en la página que lo suministra.
2. Hace una reconexión a Internet sin previo aviso, o lo intenta.
3. Se instala silenciosamente en el ordenador utilizando vulnerabilidades del navegador, programa de correo electrónico (correo electrónico), otros programas de acceso a Internet o el propio sistema operativo.
4. Puede dejar un acceso directo al escritorio sin conocimiento del usuario.
5. Puede instalarse unido a otros programas como barras de mejora para el navegador.
6. No informa de los costes de conexión.

Afortunadamente hay muchos programas que pueden detectar y eliminar los dialers, entre ellos las mayoría de los antivirus actuales, sin olvidar los programas gratuitos que podemos encontrar en los enlaces que hay en esta misma página.
Podemos decir que hoy en día la tecnología nos brinda la posibilidad de que en las llamadas salientes dejemos de trabajar con planillas de excel y tengamos un sistema informático que pueda pedir las llamadas de a una. 
El discador predictivo permite automatizar el proceso de discado y búsqueda de un contacto de forma de asignarlo a un agente una vez que la comunicación se establece.
A través del discador predictivo se puede realizar el manejo del flujo de contactos en una campaña de tres maneras, que serían :
PREVIEW. Donde el agente solicita un nuevo contacto  presionando una tecla o botón y se le envía al agente la información del contacto y el agente realiza la llamada y registra el resultado de la misma.
PROGRESIVO. Aquí el gestor de campañas reserva a un agente y comienza a llamar de a uno a los contactos disponibles en la campaña y cada vez que realiza un contacto real transfiere la llamada al operador reservado.
PREDICTIVO. Eldiscador predictivo estudia como se van dando las llamadas y cuando a nivel estadístico tiene la certidumbre que un operador, por ejemplo, se liberará en cinco segundos, empieza a realizar la llamada antes de que alguien se libere. Si por algún motivo la llamada se logra y aún no hay nadie libre, lo pone en espera con música o información grabada y muy probablemente antes de cinco segundos habrá un operador libre para atenderla.

## Historia de los dialer en España
En el año 1999-2003 la conexión era a un 906 con un coste de 1€ por minuto aproximadamente y en el 2004 a un 907 de coste similar.
El sistema era totalmente legal si bien se producían mucha confusiones por conexiones de menores o gente que no leía donde estipulaba el precio.
En estos momentos ya no existen los 907 que eran los últimos números de tarificación adicional en internet, por lo tanto no es posible acceder a ellos.
Todavía existe la posibilidad de que te cobren mediante estos programas si utilizas módem (que ya es muy poco común) mediante números internacionales, aunque es menos probable ya que están muy poco extendidos.
El dialer causó muchas pequeñas disputas familiares entre 1999-2004 ya que llegaban a casa facturas de 100-200-300 euros con los consiguientes enfados por tan cuantiosa factura sin saber realmente el origen ya que se utilizaban dialers para acceder a páginas para adultos, de salvapantallas, iconos, etc.
Actualmente la mayoría de páginas web que utilizaban el dialer, utilizan otros sistemas como pedir al usuario que marque por voluntad propia en su teléfono fijo un número de tarificación adicional para acceder a los contenidos de la misma evitándose así los problemas anteriormente mencionados.